# Ouled Bouachra
Ouled Bouachra è un comune dell'Algeria, situato nella provincia di Médéa.